# Phillip Francis Straling
Phillip Francis Straling (* 25. April 1933 in San Bernardino) ist Altbischof von Reno.

## Leben
Phillip Francis Straling empfing am 19. März 1959 die Priesterweihe für das Bistum San Diego.
Papst Paul VI. ernannte ihn am 14. Juli 1978 zum Bischof von San Bernardino. Der Erzbischof von Los Angeles, Timothy Kardinal Manning, spendete ihn am 6. November desselben Jahres die Bischofsweihe; Mitkonsekratoren waren John Raphael Quinn, Erzbischof von San Francisco, und Leo Thomas Maher, Bischof von San Diego.
Am 21. März 1995 wurde er zum Bischof von Reno ernannt. Von seinem Amt trat er am 21. Juni 2005 zurück.